# Markku Taskinen
Markku Taskinen (* 25. Februar 1952 in Kuusamo) ist ein ehemaliger finnischer Mittelstreckenläufer, der sich auf die 800-Meter-Distanz spezialisiert hatte.
Bei den Leichtathletik-Europameisterschaften 1974 gewann er Bronze. In der 4-mal-400-Meter-Staffel war er Teil der finnischen Mannschaft, die als Dritte ins Ziel kam, dann aber disqualifiziert wurde.
Bei den Leichtathletik-Halleneuropameisterschaften 1978 in Mailand gewann er Gold.
Fünfmal wurde er finnischer Meister über 800 m (1973–1976, 1978) und einmal über 400 m (1973). In der Halle holte er 1977 den nationalen Titel über 800 m.

## Persönliche Bestzeiten
- 400 m: 47,12 s, 19. September 1975, Rom
- 800 m: 1:45,89 min, 4. September 1974, Rom
  - Halle: 1:47,4 min, 12. März 1978, Mailand